# Mocs
Mocs — метеорит-хондрит масою 300000 грам.